# Akée de la Côte-de-l'Or
L'akée (ou aki, (en) ackey trade) est l'ancienne monnaie de la Côte-de-l'Or britannique entre 1796 et 1818.
L'akée était divisée en 8 takoe et valait au change une demi-couronne britannique (soit 2 shilling et 6 pence) ; il fallait donc 8 akées pour faire une livre sterling. Furent frappées des pièces en argent d'une valeur de 1 takoe, ¼, ½, 1, et 1½ akée. Sur les pièces de monnaie, se trouvait gravée l'inscription « Free Trade to Africa by Act of Parliament 1750 », en référence à la Compagnie africaine des marchands, une compagnie à charte qui possédait depuis 1752 le monopole marchand sur cette partie de l'Afrique après la dissolution de la Royal African Company.
Le nom de cette monnaie est emprunté à la graine contenue dans l'arille de l'akée, de l'espèce Blighia sapida (en akan, akye fufuo), qui servait localement à peser la poudre d'or ; une graine d'akée équivalait à 20 grains troy. 